# Contra Timarco

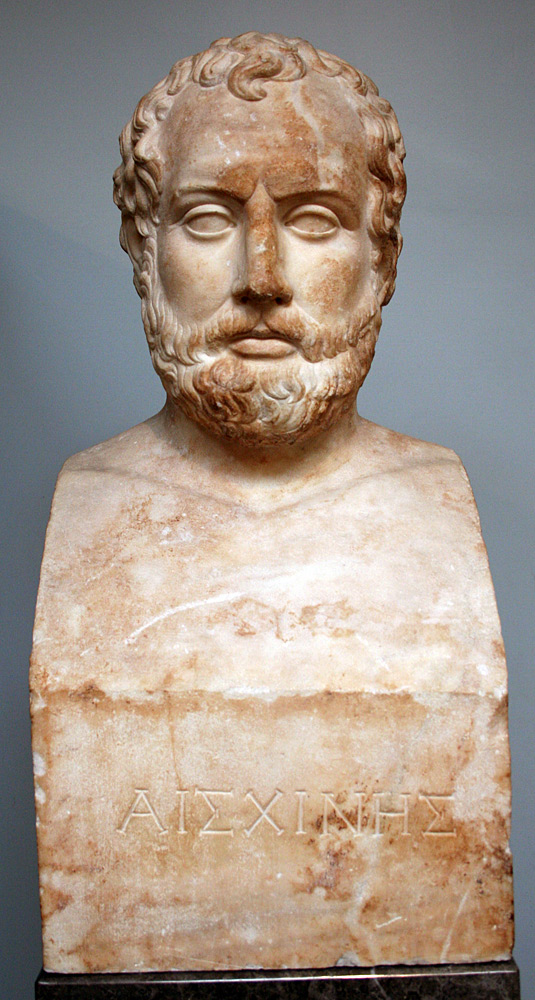
O busto em mármore de Ésquines

Contra Timarco foi um discurso proferido pelo orador e estadista Ésquines em Atenas, no ano 345 a.C..

## O contextopolítico
Ésquines fora enviado em embaixada para Megalópolis, na Arcádia, para preparar uma liga pan-helênica contra a Macedônia. O projeto de Ésquines fracassou, e este notou que Atenas ficaria isolada. Em vista disso, procurou uma política de concessões. Em 346 a.C., foi encarregado de negociar a paz com os macedônios. 
Em 345 a.C., Demóstenes e Timarco acusaram Ésquines de ter sido corrompido por Filipe. Através de uma brilhante oratória no discurso Contra Timarco, Ésquines contra-argumentou que Timarco não tinha direito a voz devido à sua depravação, por ter sido um eromenos de muitos homens na cidade portuária de Pireu quando jovem. O argumento foi aceito, e Timarco foi cassado como um orador e estadista (atimia).  
Demóstenes afirmou que essa condenação de Timarco à cassação destruiu a sua carreira. Esse comentário é interpretado por Pseudo-Plutáraco na obra As Vidas de Dez Oradores como a indicação de que Timarco cometeu suicídio. Contudo, essa interpretação é contestada por alguns historiadores 

## Relevância
O discurso Contra Timarco é importante pela extensa citação das leis atenienses, e também pelas informações sobre a tolerância a relacionamentos homossexuais masculinos na época. O discurso mostra que tais relacionamentos entre homens e jovens eram tolerados, desde que baseados em atração mútua. Ésquines menciona suas próprias atrações, disputas e poemas dedicados a meninos. Por outro lado, a prostituição masculina, com sexo em troca de dinheiro, era condenada, como a sentença contra Timarco mostra. 

## Menções antigas
- Demóstenes: De Corona e De Falsa Legatione;
- Ésquines: De Falsa Legations e In Ctesiphentem;
- Plutáraco, Filóstrato e Libânio: Vidas;
- Apolônio, Exegese.

## Edições
- Gustav Eduard Benseler (1855-1860) (tradução e notas)
- Andreas Weidner (1872)
- Friedrich Blass (Teubner, 1896)
- Thomas Leland (1722-1785), Andreas Weidner (1872), (1878), G. A. Simcox e W. H. Simcox (1866), Drake (1872), Richardson (1889), G. Watkin e Evelyn S. Shuckburgh (1890).
- Teubner in Orationes: 1997, editado por Mervin R. Dilts. ISBN 3-8154-1009-6